# Johann Ludwig Burckhardt

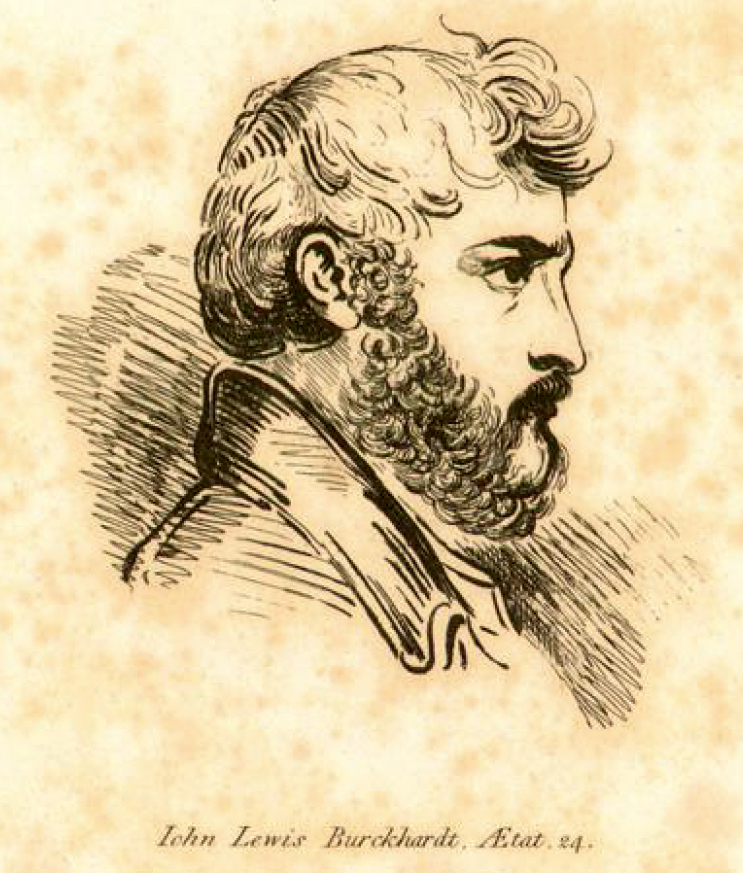
Johann Ludwig Burckhardt la 24 de ani

Johann Ludwig (cunoscut și ca John Lewis, Jean Louis) Burckhardt (n. 24 noiembrie 1784, Lausanne, Berna, Confederația Veche a Elveției – d. 15 octombrie 1817, Cairo, Imperiul Otoman) a fost un călător, geograf și orientalist de origine elvețiană. 
Este cunoscut mai ales pentru descoperirea ruinelor orașului Petra în Iordania în anul 1812.